# 帕克維爾 (密蘇里州)
帕克維爾（英語：Parkville）是位於美國密蘇里州普拉特縣的城市。

## 人口
根據2020年美國人口普查的數據，帕克維爾的面積為40.342平方千米，當中陸地面積為38.725平方千米，而水域面積為1.625平方千米。當地共有人口7117人，而人口密度為每平方千米176人。